# Rudolf Trostel
Rudolf Trostel (* 26. Dezember 1928 in Berlin; † 29. Februar 2016 ebenda) war ein deutscher Professor für Technische Mechanik im Fachbereich Physikalische Ingenieurwissenschaften an der Technischen Universität Berlin (TUB).

## Studium und Karriere
Trostel, als Sohn eines Berliner Bauunternehmers geboren, belegte schon im Alter von 17 Jahren, nach dem Erhalt seines Abiturs, den Studiengang des Bauwesens an der TU Berlin, der er auch sein gesamtes Berufsleben verbunden blieb. Noch als Gymnasiast wurde er als Flakhelfer in der Endphase des Kampfes um Berlin von der Wehrmacht eingezogen. Diese Episode überstand er unversehrt.
Zügig gestaltete sich seine weitere wissenschaftliche Karriere. Nach zehn Semestern machte er sein Diplom, wurde 1952 wissenschaftlicher Assistent bei István Szabó am Institut für Mechanik der TUB, wurde 1955 mit einer Arbeit über Wärmespannung zum Dr.-Ing. promoviert, habilitierte sich 1957 und wirkte von 1963 bis 1997 als ordentlicher Professor für Mechanik an seiner Alma Mater in Berlin.

## Lehr- und Forschungstätigkeit
Zu Anfang seiner wissenschaftlichen Forschung beschäftigte sich Trostel noch mit anwendungsnahen Problemen wie z. B. der Berechnung der Thermospannung oder dem Verhalten von pneumatischen Strukturen; zum letztgenannten Problem lieferte er für Frei Ottos Buch die strukturmechanische Basis in Gestalt der Theorie der Membrane. Nach seiner Berufung fokussierte sich seine Forschung auf die Grundlegung der Kontinuumsmechanik, wobei sein Schwerpunkt auf dem Gebiet der Materialtheorie lag. Dabei konnte Trostel einerseits auf Georg Hamels axiomatischem Verständnis der Elementaren Mechanik und Theoretischen Mechanik aufbauen und ließ sich andererseits von Walter Noll, seinem Freund und Kollegen aus den Tagen seiner Assistenztätigkeit bei István Szabó zu diesem Forschungsgebiet, der Rationalen Mechanik, inspirieren. Noll, der 1955 von Berlin in die USA übersiedelte und zuletzt an der Carnegie Mellon University in Pittsburgh, Pennsylvania lehrte, galt zusammen mit Trostel, als einer der führenden Köpfe auf diesem Gebiet. Trostels Verdienst ist die Einführung einer übersichtlichen und kompakten Notationsweise in die Kontinuumsmechanik. Mit seinen Vorlesungen zur Tensoralgebra und Tensoranalysis beeinflusste er mehrere Generationen seiner Studenten.
Trostel wirkte bis in die frühen 1980er Jahre in dem von Konrad Sattler geleiteten Kreis der Herausgeber der Zeitschrift Der Bauingenieur mit. Von 1981 bis 1992 redigierte Trostel das Jahrbuch von Humanismus und Technik und förderte u. a. die Publikationen von Karl-Eugen Kurrer zur Geschichte der Baustatik.
Trostel galt als ideen- und einflussreichster Vertreter der von Georg Hamel begründeten und von seinem Mentor und Förderer István Szabó fortgeführten Berliner Schule der Mechanik. Seine Forschungen überschritten in den 1980er Jahren den „Rubikon“ der klassischen Mechanik: So entwickelte Trostel mit generalisierten Kontinuumsmodellen, wie die nach Eugène Cosserat benannten Cosserat-Medien, eine Turbulenztheorie, die aber erst in seinem 2010 veröffentlichten Buch, Theoriekonstruktionen der Mechanik, ihren Niederschlag fanden. Er selbst bezeichnete es als seine wichtigste wissenschaftliche Veröffentlichung. Zu Trostels Schülern gehören u. a. Albrecht Bertram, Rainer Sievert und Gerhard Silber.
Nach seiner Emeritierung 1997 verlegte er seine Interessen von der Technischen Mechanik zu den physikalischen Grundlagen wie der Relativitätstheorie. Als Wissenschaftler ohne Ambitionen sich mit Veröffentlichungen und Publikationen in den Vordergrund zu drängen, hinterließ er zu dieser Schaffensperiode zum Leidwesen seines akademischen Umfelds keine Aufzeichnungen mehr.

## Veröffentlichungen
- Berechnung der Membranen. In: Frei Otto (Hrsg.): Zugbeanspruchte Konstruktionen. Band 1, Verlag Ullstein, Berlin 1962.
- Gedanken zur klassischen Punktmechanik. In: Humanismus und Technik. Jahrbuch 1981. Universitätsbibliothek der TU Berlin (Abt. Publikationen), Berlin 1981, S. 63–134.
- Ein Verifikationsschema für die Grundgleichungen der Relativistischen Punktmechanik. In: Humanismus und Technik. Jahrbuch 1982. Universitätsbibliothek der TU Berlin (Abt. Publikationen). Berlin 1982.
- Vektor- und Tensoralgebra. (= Mathematische Grundlagen der Technischen Mechanik. I). Vieweg Verlag, Wiesbaden 1993, ISBN 3-322-93972-3.
- Vektor- und Tensoranalysis. (= Mathematische Grundlagen der Technischen Mechanik. II). Vieweg Verlag, Wiesbaden 1997, ISBN 3-322-96268-7.
- Materialmodelle der Ingenieurmechanik. (= Mathematische Grundlagen der Technischen Mechanik. III). Vieweg Verlag, Wiesbaden 1999, ISBN 3-322-93842-5.
- Theoriekonstruktionen der Mechanik. Tectum Verlag, Marburg 2010, ISBN 978-3-86680-192-9.
- Rudolf Trostel (Hrsg.): Aus Theorie und Praxis der Ingenieurwissenschaften: Mathematik, Mechanik, Bauwesen. Festschrift zum 65.Geburtstag von István Szabó. Ernst & Sohn, Berlin 1971, ISBN 3-433-00579-6.
- Zur Systematik fest-idealplastischer Medien. In: Rudolf Trostel (Hrsg.): Aus Theorie und Praxis der Ingenieurwissenschaften: Mathematik, Mechanik, Bauwesen. Festschrift zum 65. Geburtstag von István Szabó. Ernst & Sohn, Berlin 1971, ISBN 3-433-00579-6, S. 31–38.
- Eine mögliche Verallgemeinerung der Zweiten Hauptgleichung der Thermodynamik. In: Wolfgang Zander (Hrsg.): Beiträge zu den Theorien und Anwendungen der Mechanik. Festschrift zum 70. Geburtstag von Herrn Prof. Dr.-Ing. István Szabó. Universitätsbibliothek der TU Berlin (Abt. Publikationen), Berlin 1976, ISBN 3-7983-0575-7, S. 7–26.